# Браман, Фриц фон
Фри́дрих Гу́став фон Бра́ман (нем. Friedrich Gustav von Bramann; 25 сентября 1854, Вильгельмсберг — 26 апреля 1913, Галле) — немецкий хирург. Спас от удушья кронпринца Германии Фридриха, выполнив ему трахеостомию.

## Биография
Браман родился в семье помещика. Окончив школу, изучал медицину в Кёнигсбергском университете. С 1880 года служил врачом-ассистентом в кёнигсбергской городской больнице, защитил диссертацию. В 1884 году перешёл на работу в Королевскую хирургическую клинику в берлинской «Шарите» под началом Эрнста фон Бергмана. Отслужил один год добровольцем в армии.
В ноябре 1887 года по рекомендации Бергмана император Вильгельм I отправил Брамана в Сан-Ремо к постели больного раком гортани 56-летнего Фридриха III. В случае одышки у кронпринца Браман был обязан провести трахеостомию. Благодаря трахеостомии, проведённой кронпринцу в феврале 1888 года, он смог взойти на престол.
После восьми месяцев пребывания в Италии Браман вернулся в Берлин и продолжал работать с Бергманом. В марте 1890 года он принял приглашение Университета Галле возглавить кафедру хирургии и хирургическую клинику университета. Браман оперировал многих высших лиц Германии. Император Вильгельм II возвёл Брамана за его заслуги в наследуемое дворянское сословие 2 января 1891 года.

## Труды
- Ueber Exstirpation von Hirntumoren. Archiv für klinische Chirurgie 45 (1893), S. 365—400.
- Weitere Erfahrungen über den Balkenstich bei Hirnerkrankungen. Archiv für klinische Chirurgie 96 (1911), S. 195—204